# Ron Fischer (Kanute)
Ron Fischer, genannt Don Ron (* 1984), ist ein Schweizer Kanute. Der Extrempaddler befährt Wildwasser mit dem Einer-Kajak (K1H) in der Leistungsklasse.

## Karriere
Im Alter von zwölf Jahren begann Ron Fischer mit dem Kajaksport. Eine Lehrperson hat ihm auf Anfrage das Kajakfahren beigebracht. Ron Fischer sind einige Erstbefahrungen in der Schöllenen gelungen. Spektakulär war auch die Befahrung des Rheinfalls bei Nacht. 2011 war er zum Rider of the Year nominiert. Sponsoren und Ausrüster von Ron Fischer sind Nookie, Norrøna, Kober & Moll, und ZET Kayaks. Beruflich arbeitet Ron Fischer als Kajaker und Zimmermann.

## Rennen
- 1. Rang – 2001 Junioren Schweizer Meisterschaft, Rodeo[10]
- 2. Rang – 2005 Powerade Outdoorgames, Kayakcross[10]
- 2. Rang – 2005 Big O Festival Norway, Kayakcross[10]
- 2. Rang – 2006 Teva Games Italy, Mannschaftsfahren[10]
- 2. Rang – 2006 Ötztaler Kayakfestival, Kayakcross[10]
- 1. Rang – 2007 Straight Down Striit, Kayakcross[10]
- 1. Rang – 2008 Straight Down Striit, Kayakcross[10][11][12]
- 3. Rang – 2008 Schweizer Meisterschaft (Swiss Boater Cross Masters), Mannschaftsfahren (Team Alpine Glow: Severin Häberlin, Ron Fischer, Julian Stocker)[13]
- 1. Rang – 2008 Schweizer Meisterschaft (Swiss Boater Cross Masters), Freestyle[13][14]
- 1. Rang – 2008 Himalayan Whitewater Festival, Gesamtsieg über Slalom, Freestyle und Down River[15]
- 2. Rang – 2010 Straight Down Striit, Kayakcross (Creek Competition, WW V)[16]

## Expeditionen
Ron Fischer unternimmt immer wieder ausgedehnte Expeditionen u. a. mit Erstbefahrungen, die in der Szene auf grosses Echo stossen. So auch die Tour Paddle Train Norway, die Expedition Südamerika, wo er zusammen mit Severin Häberling und Kees van Kuipers nach Kolumbien aufbrach, um den Wildwassern bis nach Ecuador und Chile zu folgen sowie Befahrungen auf dem Karnali und dem oberen Arun in Nepal.
Auf der Sturzfahrt vom Nanga Parbat haben Bernie Mauracher, Peter Fink, Bernhard Steidl und Ron Fischer die Rondu-Schlucht als erste Kajaker komplett befahren und den Astor River erstbefahren. Die Expedition führte das Team durch Nepal und Pakistan.